# Sofia (Alfa)
Sofia è un singolo del cantautore italiano Alfa, pubblicato il 29 settembre 2023 come primo estratto dal secondo album in studio Non so chi ha creato il mondo ma so che era innamorato.

## Descrizione
Il brano, scritto dallo stesso cantautore, è prodotto da Antonio Di Santo ed è dedicato ad un'amica dell'artista.

## Video musicale
Il video musicale, diretto da Filiberto Signorello, è stato pubblicato in concomitanza all'uscita del brano attraverso il canale YouTube del cantautore.

## Tracce
Testi di Andrea De Filippi, musiche di Andrea Debernardi.
1. Sofia – 3:16

## Classifiche
| Classifica (2024) | Posizione massima |
| ----------------- | ----------------- |
| Italia            | 63                |